# Canastota
Canastota és una població dels Estats Units a l'estat de Nova York. Segons el cens del 2000 tenia 4.425 habitants.

## Demografia
Segons el cens del 2000, Canastota tenia 4.426 habitants, 1.872 habitatges, i 1.173 famílies. La densitat de població era de 514,6 habitants/km².
Dels 1.872 habitatges en un 29,6% hi vivien nens de menys de 18 anys, en un 45,9% hi vivien parelles casades, en un 11,9% dones solteres, i en un 37,3% no eren unitats familiars. En el 32,2% dels habitatges hi vivien persones soles el 17,6% de les quals corresponia a persones de 65 anys o més que vivien soles. El nombre mitjà de persones vivint en cada habitatge era de 2,36 i el nombre mitjà de persones que vivien en cada família era de 2,96.
Per edats la població es repartia de la següent manera: un 25,3% tenia menys de 18 anys, un 7,2% entre 18 i 24, un 28,7% entre 25 i 44, un 20,9% de 45 a 60 i un 17,9% 65 anys o més.
L'edat mediana era de 37 anys. Per cada 100 dones de 18 o més anys hi havia 86,7 homes.
La renda mediana per habitatge era de 34.155 $ i la renda mediana per família de 43.049 $. Els homes tenien una renda mediana de 31.296 $ mentre que les dones 24.047 $. La renda per capita de la població era de 16.324 $. Entorn del 10% de les famílies i el 14,8% de la població estaven per davall del llindar de pobresa.